# Organizacje wyspecjalizowane ONZ
Organizacje wyspecjalizowane ONZ (ang. UN specialized agencies) – organizacje międzynarodowe powiązane i blisko współpracujące z Organizacją Narodów Zjednoczonych. ONZ wraz z jej organizacjami wyspecjalizowanymi nazywa się „rodziną ONZ”.
Organizacje wyspecjalizowane muszą spełnić następujące warunki:
- być organizacjami międzyrządowymi,
- mieć charakter powszechny, tj. otwarty dla wszystkich państw świata,
- posiadać szerokie kompetencje choćby w jednej z dziedzin o której mowa w art. 57 Karty Narodów Zjednoczonych[1]
- musi być związana z ONZ umową międzynarodową.

Organizacje wyspecjalizowane są autonomicznymi organizacjami, stanowią odrębne podmioty prawa międzynarodowego, mają swoich członków, odrębne organy i własne budżety, a z ONZ są połączone specjalnymi porozumieniami zawieranymi z Radą Gospodarczo-Społeczną ONZ a zatwierdzanymi przez Zgromadzenie Ogólne ONZ. Organizacje wyspecjalizowane przedkładają sprawozdania ze swej działalności tym dwóm organom ONZ.

## Lista organizacji wyspecjalizowanych ONZ
Do organizacji wyspecjalizowanych należą:
- Fundusz Narodów Zjednoczonych na rzecz Dzieci, skrót: (ang.) UNICEF
- Międzynarodowa Organizacja Morska, skrót: (ang.) IMO
- Międzynarodowy Związek Telekomunikacyjny, skrót (ang.)  ITU
- Międzynarodowa Organizacja Pracy, skróty: (pol.) MOP, (ang.) ILO
- Międzynarodowy Fundusz Rozwoju Rolnictwa, skrót: (ang.) IFAD
- Międzynarodowy Fundusz Walutowy, skróty: (pol.) MFW, (ang.) IMF
- Organizacja Międzynarodowego Lotnictwa Cywilnego, skrót: (ang.) ICAO
- Organizacja Narodów Zjednoczonych do spraw Wyżywienia i Rolnictwa, skrót: (ang.) FAO
- Organizacja Narodów Zjednoczonych do Spraw Oświaty, Nauki i Kultury, skrót: (ang.) UNESCO
- Organizacja Narodów Zjednoczonych do spraw Rozwoju Przemysłowego, skrót: (ang.) UNIDO
- organizacje Grupy Banku Światowego:
  - Agencja Wielostronnych Gwarancji Inwestycji, skrót: (ang.) MIGA
  - Międzynarodowa Korporacja Finansowa, skrót: (ang.) IFC
  - Międzynarodowe Centrum Rozstrzygania Sporów Inwestycyjnych, skrót: (ang.) ICSID
  - Międzynarodowe Stowarzyszenie Rozwoju, skrót: (ang.) IDA
  - Międzynarodowy Bank Odbudowy i Rozwoju, skróty: (pol.) MBOR, (ang.) IBRD
- Światowy Związek Pocztowy, skrót: (ang.) UPU
- Światowa Organizacja Meteorologiczna, skrót: (ang.) WMO
- Światowa Organizacja Własności Intelektualnej, skrót: (ang.) WIPO
- Światowa Organizacja Turystyki, skrót: (ang.) UNWTO[4]
- Światowa Organizacja Zdrowia, skrót: (ang.) WHO

Status odmienny od pozostałych ma Międzynarodowa Agencja Energii Atomowej, skróty: (pol.) (MAEA), (ang.) (IAEA).